# Edda Magnason
Edda Magnason, właśc. Edda Karin Hjartardóttir Magnason (ur. 22 sierpnia 1984 w Skanii) – szwedzka aktorka, piosenkarka i pianistka.

## Biografia
Wydała trzy albumy studyjne: Edda Magnason, Goods, oraz Woman Travels Alone. Jest również pianistką. Jako aktorka wcieliła się w rolę piosenkarki Moniki Zetterlund w filmie biograficznym Monica Z, za którą otrzymała nagrodę Złotego Żuka.

## Dyskografia
Opracowano na podstawie materiału źródłowego.

### Albumy studyjne
- 2010: Edda Magnason
- 2011: Goods
- 2014: Woman Travels Alone

### Ścieżki dźwiękowe
- 2013: Monica Z – Musiken från filmen